# Чёкур
Чёкур — река в России, протекает по Осинскому району Пермского края. Устье реки находится в 17 км по правому берегу реки Тунтор. Длина реки составляет 17 км.
Исток находится в центральной части Тулвинской возвышенности в 5 км к северо-востоку от села Чёкур. Течёт на юг. На реке расположены деревни Чёкур и Нижний Чёкур. У южной окраины последней впадает в Тунтор.

## Данные водного реестра
По данным государственного водного реестра России относится к Камскому бассейновому округу, водохозяйственный участок реки — Кама от Камского гидроузла до Воткинского гидроузла, речной подбассейн реки — бассейны притоков Камы до впадения Белой. Речной бассейн реки — Кама.
Код объекта в государственном водном реестре — 10010101012111100014974.